# Đức Mẹ Sầu Thương

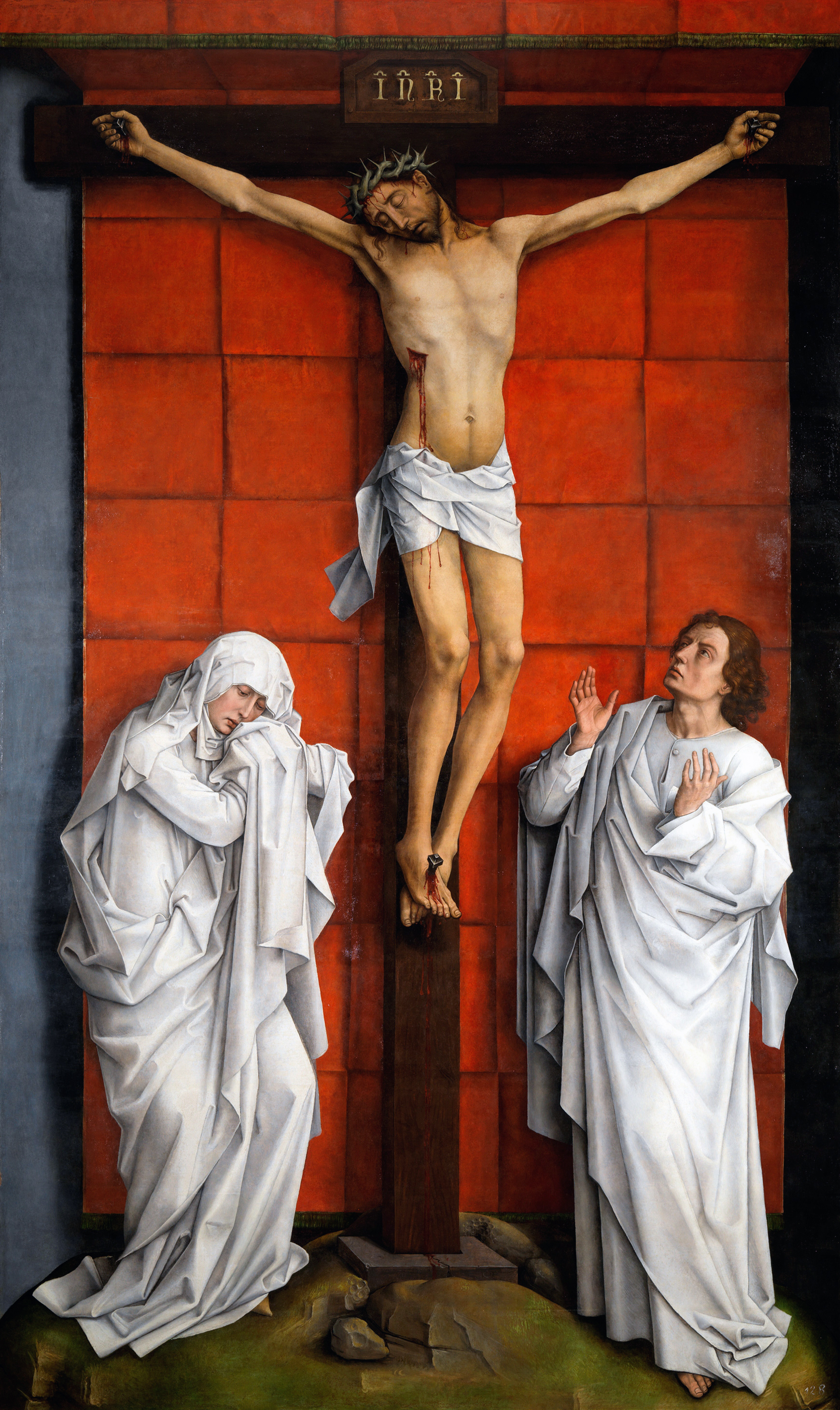
Bức họa Đức Mẹ Sầu Thương của, Porto Alegre, Brazil, thế kỷ 19

Đức Mẹ Sầu Thương (tiếng Latinh: Stabat Mater nghĩa là"người mẹ đang đứng nhìn") là một chủ đề nghệ thuật liên quan đến bối cảnh Cuộc đóng đinh của Chúa Giêsu. Trong đó, Đức Trinh Nữ Maria được mô tả đang đau thương đứng dưới cây thập giá ngước trông con mình là Giêsu đang bị treo thân ở đó. Trong chủ đề này, Maria hầu như luôn đứng bên tay phải Giêsu, cạnh đó có Tông đồ Gioan đứng bên trái.
Đức Mẹ Sầu Thương là một trong chủ đề nghệ thuật phổ biến nói về nỗi đau khổ của Maria (hai chủ đề còn lại là Đức Mẹ Sầu Bi - Pietà, và Đức Mẹ Sầu Đau - Mater Dolorosa). 